# ميتسو واتانابي
ميتسو واتانابي (باليابانية: 渡辺 三男) (4 يونيو 1953 في توتشيغي في اليابان – )؛ هو لاعب كرة قدم ياباني سابق كان يلعب كلاعب وسط. سبق له أن لعب مع منتخب اليابان.

## وصلات خارجية
- ميتسو واتانابي على موقع قاعدة بيانات كرة القدم.إي يو (الإنجليزية)
- ميتسو واتانابي على موقع ناشيونال فوتبول تيمز (الإنجليزية)

- National Football Teams
- Japan National Football Team Database